# Вегенер, Альфред
А́льфред Ло́тар Ве́генер (нем. Alfred Lothar Wegener; 1 ноября 1880[…], Берлин, Германская империя, Пруссия — ноябрь 1930, Гренландия, Дания) — немецкий геофизик и метеоролог, автор теории дрейфа материков (1912). Профессор университета в Граце (1924). Участник (1906—1908, 1912—1913) и руководитель (1929—1930) экспедиций по исследованию Гренландии.

## Биография
Родился 1 ноября 1880 года в центре Берлина в семье известного учёного. Проявляя уже в детстве большую тягу к науке, Вегенер измеряет со своим братом глубину озёр и чертит карты местности.
Альфред посещает «Кёльнскую гимназию» в Берлине. Его любимые предметы: физика и химия. Кроме того, будущий геолог и путешественник активно занимается спортом. Его мечта: стать астрономом. В 1899 году он оканчивает школу с лучшим аттестатом в классе и поступает в университет имени Фридриха Вильгельма в Берлине, где учится математике, астрономии и метеорологии. На втором семестре Вегенер переходит в Гейдельбергский университет, но не посещает ни одной лекции, отдавая предпочтение фехтованию и пиву. После этого он возвращается в Берлин и посвящает себя учёбе. По завершении подготовки диссертации Альфред Вегенер выдержал 24 ноября 1904 г. в Берлинском университете экзамен с высшей оценкой («magna cum laude»), а 4 марта 1905 г., после успешной защиты диссертации как работы, «представляющей похвальный образец тщательности и трудолюбия» (sagacitalis et industrial specimen laudabile"), ему была присуждена ученая степень доктора философии.
После учёбы Альфред Вегенер работает вместе с братом в обсерватории аэронавтов в Берлине, где проводит метеорологические исследования, летая на воздушном шаре. Полёты становятся большой страстью молодого учёного. В 1906 году братьям удаётся поставить мировой рекорд: они провели 52 часа в воздухе на воздушном шаре, на 17 часов дольше, чем прежние рекордсмены. При полётах проявляются два главных качества Вегенера: страсть и железная воля.
В 1906—1907 годах Вегенер участвует как метеоролог в своей первой экспедиции в Гренландию. Вернувшись в Германию, Вегенер становится доцентом в Марбургском университете. В 1911 году он обручается с Эльзе Кёппен, 19-летней дочерью своего старшего друга и известного учёного Владимира Кёппена, а в 1913 году, после возвращения из второй гренландской экспедиции, женится на ней. Молодая семья переезжает в Марбург. Но уже в 1914 году началась Первая мировая война: Альфред был призван в армию и отправлен на фронт. Раненный в руку, он прибыл домой, но через две недели вернулся на фронт, где в 1915 году был снова ранен, на этот раз в шею.
Демобилизованный по ранению, Вегенер приехал домой, где написал свою знаменитую книгу «Происхождение континентов и океанов». После войны он стал начальником отдела теоретической метеорологии морской обсерватории в Гамбурге, где написал книгу «Климат древних времён». В 1924 году он занял должность профессора в университете Граца, где было много поклонников его теории. Несмотря на хорошее семейное и общественное положение, учёный начал подготовку к длительной зимовке во льдах Гренландии, ставшей для него роковой.

### Экспедиции в Гренландию
Первая экспедиция (1906—1907)

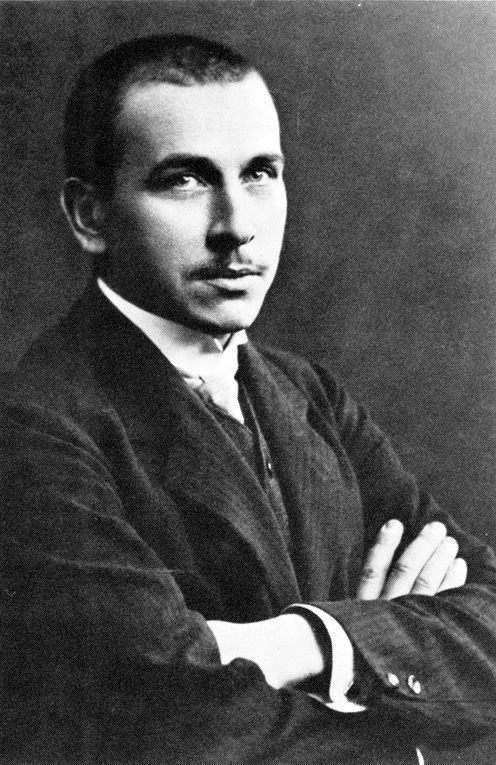
1910 год

В 1906 году Вегенер участвует как метеоролог в экспедиции в Гренландию. Цель экспедиции из 12 учёных, одного художника и 13 матросов, проходившей под руководством полярника и писателя Людвига Мюлиус-Эриксена, — изучить северный берег Гренландии. Вегенер влюбляется в красоту ледяной природы Гренландии и связывает свою жизнь с этой страной.
Экспедиция длится почти два года, учёные борются с жестокой природой и одиночеством, но молодой учёный упорно проводит свои исследования по физике и погоде верхних слоёв атмосферы.
В марте 1907 года Вегенер участвует вместе с Мюлиус-Эриксеном, Гагеном и Бронлундом в исследовательской поездке дальше на север страны. В то время, как Вегенер по плану возвращается в мае на базу, остальные продолжают свою поездку. Трое учёных больше никогда не вернутся на базу.
Вторая экспедиция (1912—1913)
Когда Йохан Кох, попутчик Вегенера в первой экспедиции, предлагает ему участвовать во второй поездке, учёный соглашается и откладывает свадьбу на 1913 год. В июле 1912 года Вегенер, Кох и два их помощника высаживаются с 16 исландскими пони в Гренландии, где в сентябре достигают места для лагеря и готовятся к зимовке. Во время разведывательной поездки Вегенер неудачно падает на лёд, из-за чего надолго прикован к постели и очень страдает от своей беспомощности. После выздоровления Вегенера четверо исследователей первыми в мире проводят зимовку в вечных льдах Гренландии при температурах ниже −45 градусов. После этого группа впервые пересекает Гренландию в её самом широком месте. Экспедиция оказывается крайне тяжёлой: из-за голода путешественникам пришлось убить последних лошадей и собак, а конечности путешественников почернели от отморожений.
Третья экспедиция (1929—1930);

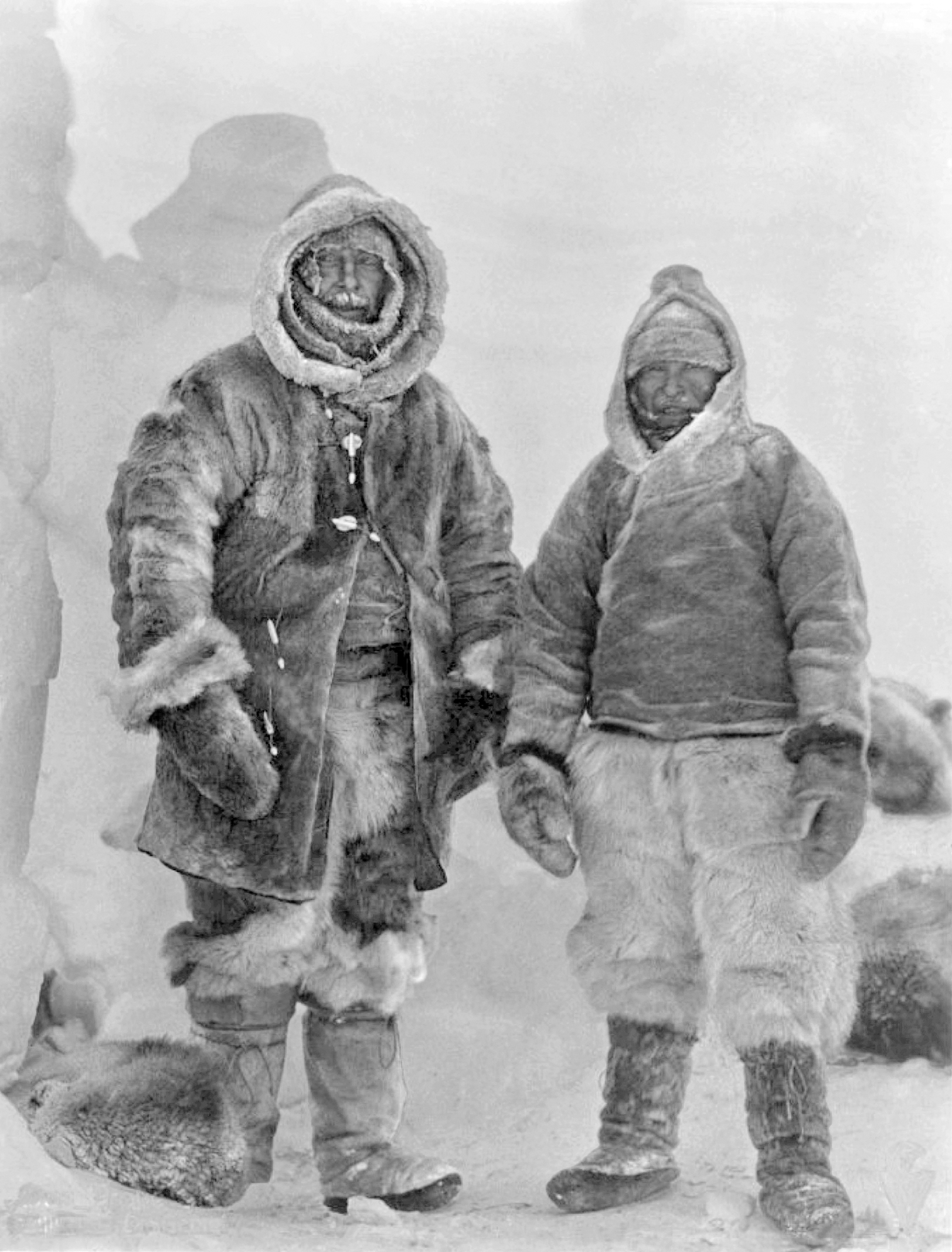
1930 год

В 1929 году Вегенер начал подготовку третьей и самой большой экспедиции. В 1930 году Вегенер прибывает в Гренландию, но сразу после высадки начинаются проблемы. Айсберги перекрывают подход к суше, из-за чего теряются шесть важных недель.
Специально для экспедиции разработаны новые сани с моторами-пропеллерами, но вскоре после высадки оказалось, что они слишком маломощны для преодоления этой длинной дистанции. В спешке сформированные собачьи упряжки везут экспедицию на 400 км вглубь страны к станции «Айсмитте», но плохая погода, вызванная приближением зимы, замедляет продвижение. К тому же, лёд на пути полон трещин и глубоких скважин, из-за чего пришлось оставить большую часть ценного груза на пути. 30 октября экспедиция добирается до станции, где первого ноября празднуется пятидесятилетие Альфреда Вегенера. В тот же день Вегенер с помощником отправляется в 400-километровый путь к Западной станции, имея при себе 17 собак, две повозки, 135 кг провианта и канистру керосина. Но ни он, ни его спутник не добираются до станции. Так как на первой станции полагают, что они успешно добрались до второй, а во второй думают, что путешественники остались на первой, никто не подозревает о несчастье.
В мае 1931 года, когда команда из Западной станции приехала в «Айсмитте», они поняли, что случилась беда. На 285-м километре пути поисковая команда нашла повозку Вегенера, в 66 км от неё нашли останки Вегенера. Тело его спутника найти не удалось.

## Семья
Был женат на Эльзе, дочери географа Владимира Петровича Кеппена.
В семье Вегенеров родились 3 дочери:
- Хильда (1914—1936) — медсестра, умерла от тифа.
- Софи-Кати (1918—2012) — в 1939 году вышла замуж за гауляйтера Штирии Зигфрида Юберрайтера[англ.], 4 детей.
- Ханна-Шарлотта (Лотта, 1920—1989) — была замужем за альпинистом и писателем Генрихом Харрером, в разводе, одна дочь.

## Вклад в науку

### Теория дрейфа материков

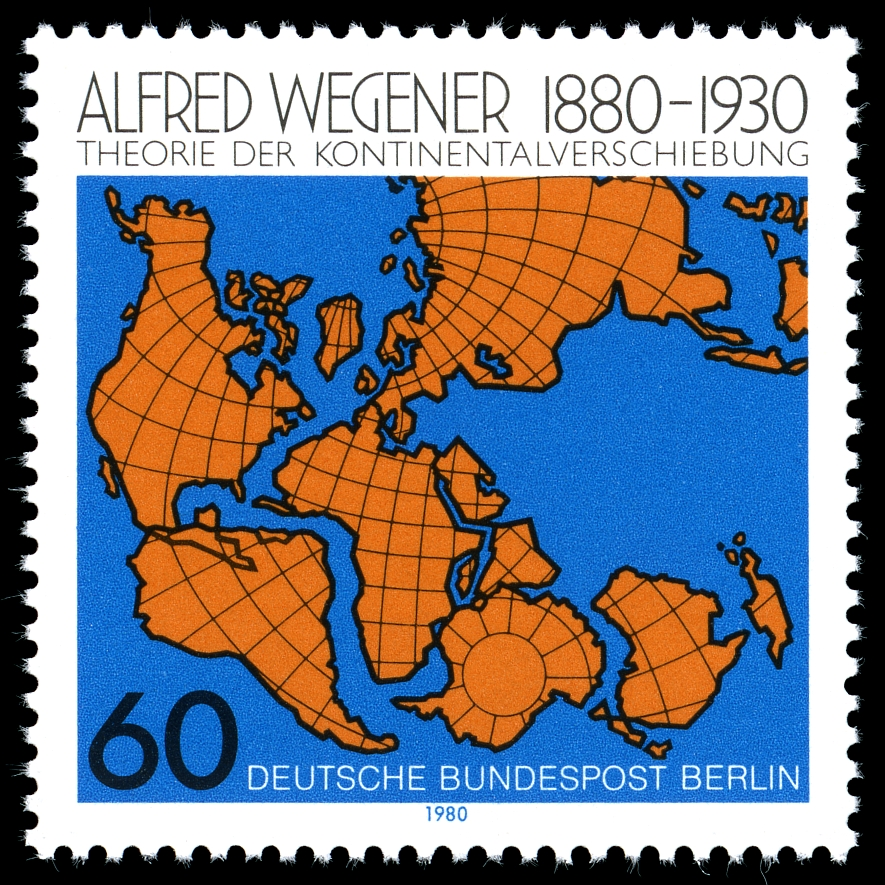
Почтовая марка Западного Берлина, посвящённая А. Вегенеру, 1980

Когда Вегенер вернулся из второй экспедиции в Гренландию, его посетила гениальная идея. В январе 1912 года он представляет свою теорию общественности: Континенты являются независимыми плато, лёгкими по сравнению с более глубокими слоями земной коры. Из-за этого они могут, как льдины, дрейфовать по земной коре. В ходе истории континенты изменили положение и передвигаются до сих пор. Так, африканский континент «подползает» под плато Евразии, образуя Альпы. До Вегенера уже много известных учёных выражали подобные мысли, например Александр Гумбольдт или Евграф Быханов, но не могли выработать теорию. Вегенер же нашёл множество доказательств в пользу своей теории. К примеру, западный берег Африки замечательно подходит к восточному берегу Южной Америки, а флора и фауна Европы и Америки, как живая, так и вымершая, чрезвычайно похожи, несмотря на расстояние между ними — более 5000 километров. Несмотря на массу доказательств, у теории было много противников. Это объяснялось тем, что Вегенер так и не смог объяснить механизмы, приводящие в движение континенты. В 1930—1940-е годы такое объяснение дал шотландский геолог Артур Холмс (1890—1965). Он предположил, что силой, движущей континенты, могли бы стать потоки вещества, существующие в мантии и приводимые в движение разностью температур между поверхностью и ядром Земли. При этом теплые потоки поднимаются вверх, а холодные опускаются вниз — происходит конвекция.
Понадобилось ещё полвека, чтобы к концу 1960-х годов представления о крупных перемещениях земной коры превратились из гипотезы в развернутую теорию, в учение о тектонике плит. Сейчас, с помощью съёмок со спутников и компьютерных симуляций можно просчитать, как выглядела Земля сотни миллионов лет назад и как она будет выглядеть в будущем. В начале Юрского периода все континенты были соединены в одном континенте Пангея и лишь потом разошлись и заняли сегодняшние места.

### Термодинамика атмосферы и гипотеза о геокоронии

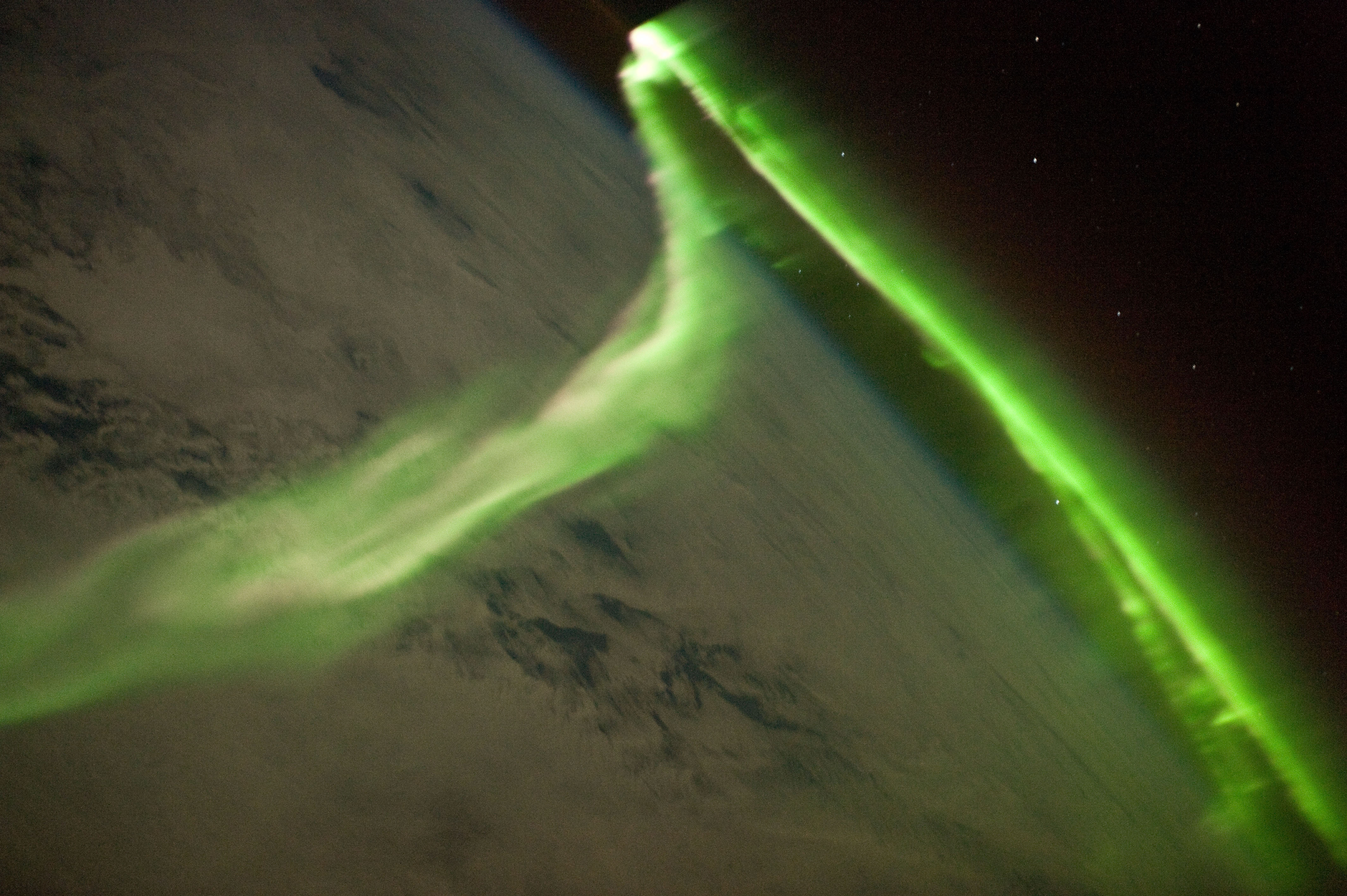
Полярное сияние

Вегенер являлся в своё время одним из наиболее авторитетных в Европе и во всем мире метеорологов, в особенности среди исследователей физики атмосферы, и пионером в изучении верхних её слоев. Большой вклад был внесен Вегенером в изучение смерчей и некоторых оптических явлений в атмосфере, таких как гало, миражи и пр. Вегенером было опубликовано несколько учебных руководств, ряд научных монографий и более сотни других работ, посвященных разным вопросам метеорологии. Наиболее известным трудом стала его монография «Термодинамика атмосферы», увидевшая свет в 1911 году и впоследствии перерабатывавшаяся автором (на русском языке вышла в 1935 году).
Автор сделал первую попытку дать физическое обоснование процессов, от которых зависит погода. Особое место в книге занимают идеи о слоистом строении атмосферы Земли. В то время относительно были изучены только нижние слои: тропосфера и стратосфера. «Более или менее полную картину вертикального разреза атмосферы удалось получить лишь в недавнее время, причем некоторые части этой картины и теперь ещё надо рассматривать как гипотетические», — писал Вегенер. Используя данные спектрального анализа полярных сияний, он высказал смелые предположения о химическом составе высотных слоёв.
Ещё в 1869 году в спектре солнечной короны была открыта зелёная линия излучения слабой интенсивности с длиной волны 530,3 нм. Так как эта линия не соответствовала ни одному из известных тогда элементов, была высказано предположение об обнаружении на Солнце нового химического элемента, названного коронием. В спектре полярного сияния физики нашли другую яркую зелёную линию с длиной волны 557,7 нм. Вегенер выдвинул предположение, что она обусловлена содержанием в атмосфере Земли на высоте около 200 км гипотетического химического элемента, названного им геокоронием. По мнению Вегенера, этот газ обладает чрезвычайно малой плотностью, присутствует в нижних частях атмосферы в ничтожном количестве, но в верхних слоях его относительное содержание сильно возрастает благодаря его малому весу. Вегенер считал, что выше 100 км геокороний является главной составной частью атмосферы и постепенно теряется в мировом пространстве. Эта гипотеза вскоре была опровергнута: упоминавшаяся выше зелёная линия «геокорония» оказалась принадлежащей к спектру атомарного кислорода.
Одной из главных задач, поставленных Вегенером перед последней Гренландской экспедицией, выполнение которой было завершено уже после его смерти, было выяснение посредством одновременного проведения регулярных метеорологических наблюдений в разных слоях атмосферы на западе, центре и на востоке Гренландского ледникового щита полной картины метеорологических процессов, протекающих над этим огромным островом в течение целого года, и, в частности, изучение господствующего над его внутренней частью мощного антициклона, оказывающего значительное воздействие на погодные условия в Европе, Северной Атлантике и Северной Америке, а также могущего служить моделью при реконструкции палеоклиматических условий, существовавших над областями материковых оледенений во время ледниковых эпох геологического прошлого.

## Память
В честь Альфреда Вегенера названы:
- Институт полярных и морских исследований им. Альфреда Вегенера в Бремерхафене (Германия).
- Вегенер (лунный кратер) — кратер на Луне
- Кратер на Марсе и Плутоне[источник не указан 1043 дня].

В 1980 году Альфред Вегенер был изображен на юбилейных почтовых марках Австрии, ГДР и Западного Берлина.